# 廖信忠
廖信忠（1977年11月20日—），出生于台北市，1997年考入中國文化大學，一年后转学到东吴大学，毕业于东吴大学哲学系。2000年后往来于海峡两岸，由于在交往中发现大陆人对台湾充满热情，却几乎完全没有了解，因而编著了一本描述台湾老百姓生活的书《我们台湾这些年》，该书于2009年在中国大陆出版后获得了畅销和好评，给大陆人以新颖的角度感受台湾，被称为“一个台湾青年写给大陆同胞的家书”。2011年11月2日，廖信忠携带该书出席第八届大连图书博览会暨第三届大连读书节。

## 著作
- 《我们台湾这些年》（2009年），重庆出版社
- 《台湾这些年所知道的祖国》（2014年），浙江人民出版社，ISBN 978-7213058905
- 《我们台湾这些年2（1977年至今）》（2014年），江蘇人民出版社，ISBN 978-7214140623